# Ajigonomi

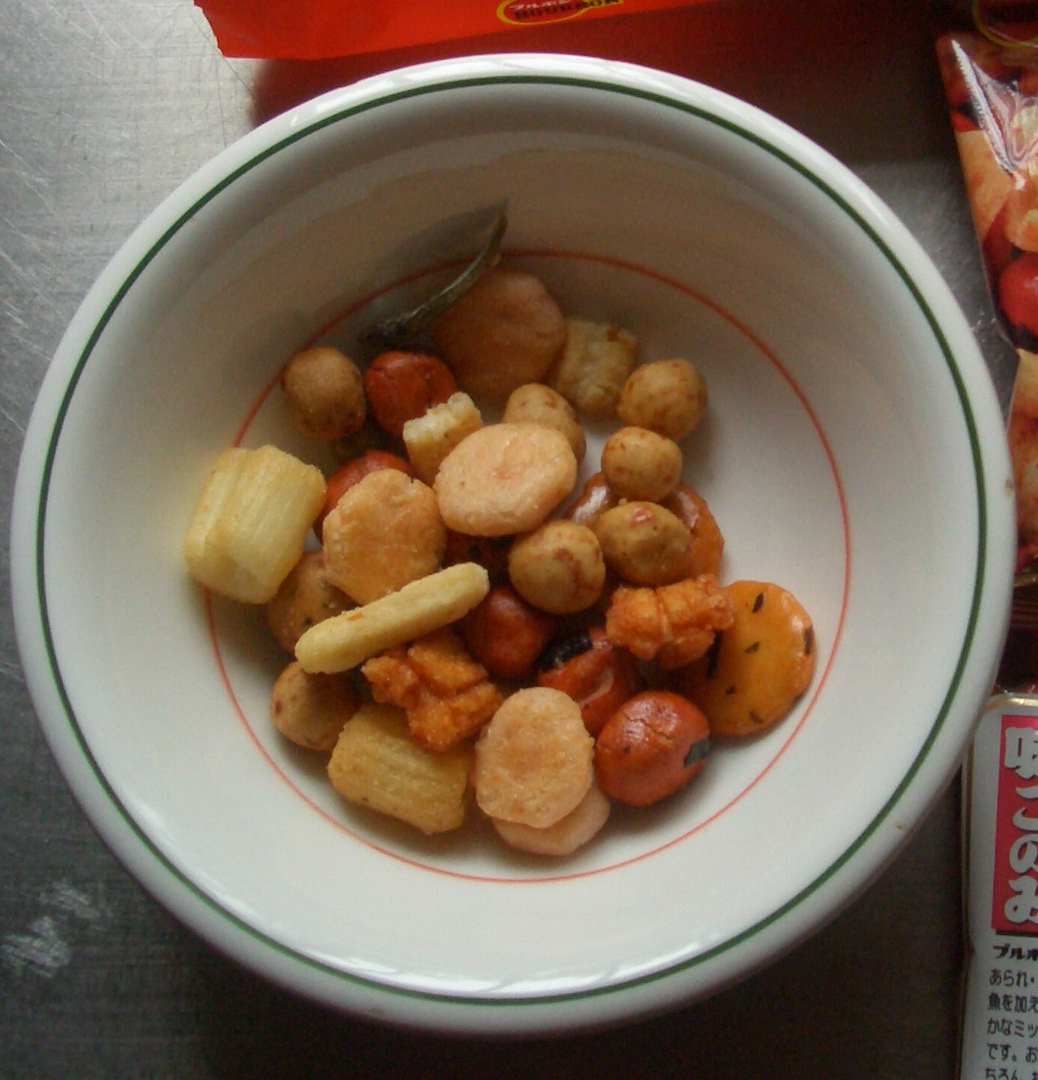
Ajigonomi.

El ajigonomi (味ごのみ?) es un aperitivo japonés que está compuesto de varias clases de galletas saladas de arroz y cacahuete junto con pescado seco y es producido por la empresa japonesa Bourbon. La venta y comercialización de estas galletas comenzó en la década de 1980.

## Ingredientes
Los ingredientes son harina de mochi, fécula, maní, aceite vegetal, harina, azúcar, arroz, frijoles, pescado seco, salsa de soja, sal y mizuame.

### Variedades
- Ajigonomi estándar
- Ajigonomi picante (karakuchi ajigonomi)
- Ajigonomi negro (kuro ajigonomi)

Cada 100 g de ajigonomi contiene entre 471-485 calorías. El gonomi, que significa "preferencia", en el nombre del bocadillo es la versión rendaku de konomi en okonomiyaki, a pesar de que el ajigonomi no tiene relación con el okonomiyaki.